# Sekai Ninja Sen Jiraiya
Sekai Ninja Sen Jiraiya (世界忍者戦ジライヤ, Sekai Ninja Sen Jiraiya, vertaald als World Ninja War Jiraiya) is een Japanse tokusatsu-serie geproduceerd door Toei Company als onderdeel van hun Metal Heroes series. De serie werd van 1988 t/m 1989 uitgezonden.

## Achtergrond
De serie draait om een ninjameester van een historische ninjaclan (gespeeld door de echte grootmeester van Togakure Ryu Ninjutsu, Dr. Masaaki Hatsumi). Deze meester bereid zijn zoon, dochter en jongste kind, samen met een ander familielid en een politieagent die afstamt van ninja’s voor op de komst van een eeuwenoude demonische samurai genaamd Dokusai, en diens leger. Jiraiya, de zoon van de ninjameester, is voorbestemd een grote kracht te krijgen die Dokusai voor zichzelf wil.
In tegenstelling tot andere helden uit de Metal Heroes series droeg Jiraiya geen metalen pantser dat zijn hele lichaam bedekte. Alleen de torsoplaat en de helm van zijn kostuum waren van metaal.
De serie was een zeer groot succes in Brazilië, maar bereikte niet hetzelfde succes in Japan zelf.

## Movie
- Sekai Ninja Sen Jiraiya

## Cast
- Toha Yamashi/Jiraiya: Takumi Tsugawa
- Key Yamashi/Himenin Emiha: Noriko Okawa
- Manabu Yamashi: Takumi Hashimoto
- Tetsuzan Yamashi: Masaaki Hatsumi
- Ryu Aska/Yanin Spyker: Issei Hirota
- Dokusai: Noriaki Kaneda
- Chounin Benikiba: Hiromi Nohara
- Kazenin Storm: Junichi Haruta
- Reiha Yagyu/Kinin Reiha: Tomoko Taya
- Aracnin Morgana: Machiko Soga
- Kaminin Oruha: Shutaira Kusaka
- Kazumi: Michiko Enokida
- Verteller: Toru Ohira